# Pacific Islanders
Die Pacific Islanders sind ein internationales Rugby-Union-Team, das aus Spielern der Nationalmannschaften Fidschis, Samoas und Tongas zusammengesetzt ist.
Das Team wird von der Pacific Islands Rugby Alliance gestellt, welche bis 2005 auch das Pacific Tri-Nations organisiert hat. Neben den drei ozeanischen Nationen sind auch Niue und die Cookinseln berechtigt, Spieler an die Mannschaft abzustellen, obwohl sie nicht im Pacific Tri-Nations spielen. Das Team ist nicht berechtigt, an Weltmeisterschaften teilzunehmen, tourt aber alle zwei Jahre durch die Welt. 2004 spielte man gegen die Mannschaften der südlichen Hemisphäre (Australien, Neuseeland und Südafrika), 2006 gegen die keltischen Nationen (Wales, Schottland und Irland), diesmal jedoch ohne Spieler aus Niue und von den Cookinseln.
Rugby Union ist die populärste Sportart auf Fidschi, Samoa und Tonga, doch seit die Sportart zunehmend professionalisiert wurde, sind diese Nationen nicht mehr in der Lage, mit den reicheren Nationen mitzuhalten. Die drei Nationen absolvieren weniger Länderspiele und verlieren Spiele gegen stärkere Nationen mit großen Differenzen, da die besten Spieler dieser Länder sich meist dazu entscheiden, für die wettbewerbsfähigeren Nationalmannschaften aus Neuseeland und Australien aufzulaufen.

## Geschichte

### Australien/Neuseeland-Tour (2004)
Nach der Gründung der Pacific Islands Rugby Alliance (PIRA) im Jahr 2002 beschloss man 2004, mit einer gemeinsamen Mannschaft auf Tour zu gehen. Dafür wurde ein Coach bestimmt, der von den Nationaltrainern Fidschis, Samoas und Tongas unterstützt wird. Dieser stellte eine Mannschaft aus den besten Spielern der drei Länder zusammen. Bereits vor Tourbeginn erhielt die Mannschaft mehr mediale Aufmerksamkeit als es eine der drei Nationen alleine jemals geschafft hätte. In der Vorbereitung auf die drei Länderspiele besiegte man im Mai 2004 zuerst die australischen Vereinsmannschaften Queensland Reds mit 48:29 und New South Wales Waratahs mit 68:21. In den Spielen gegen Australien (14:29), Neuseeland (26:41) und Südafrika (24:38) im Juni 2004 zeigte man trotz dreier Niederlagen äußerst ansprechende Leistungen.

### Keltische Nationen-Tour (2006)

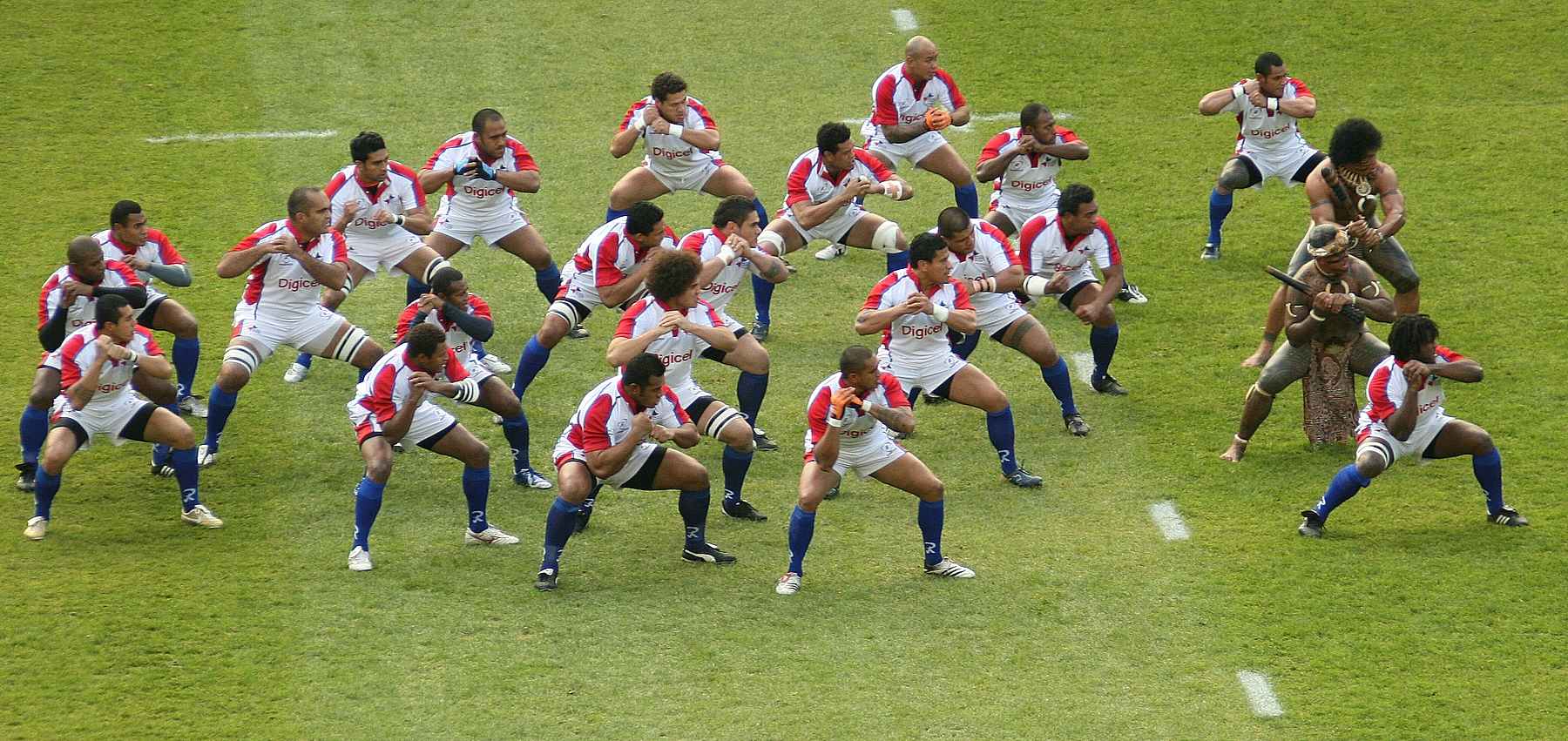
Kriegstanz vor der Partie gegen Schottland

Aufgrund der Qualifikation für die Rugby-Union-Weltmeisterschaft 2007 tourte man erst im November 2006 wieder. Geplante Länderspiele gegen Italien und Neuseeland im Juni 2006 fanden nicht statt. Im November tourten nur Spieler, die bereits international für ihr Heimatland aufgelaufen waren. Dies hatte die PIRA im Juli 2006 so beschlossen, da Sione Lauaki und Sitiveni Sivivatu, der Top-Scorer der Tour im Jahr 2004, nach der Tour für die Nationalmannschaft Neuseelands zu spielen begannen.
Im November 2006 trat man gegen Wales (20:38), Schottland (22:34) und Irland (17:61) an, unterlag jedoch wie bereits 2004 in allen drei Spielen. Das Spiel gegen Irland war das letzte im traditionsreichen Stadion Lansdowne Road vor Beginn der Renovierung.

### England/Frankreich/Italien-Tour (2008)
Im November 2008 traten die Pacific Islanders eine Tour in die Nordhemisphäre an und trafen auf die Nationalmannschaften Englands (8. November), Frankreichs (15. November) und Italiens (22. November). Zunächst wurde Ilivasi Tabua als Trainer der Auswahl bestimmt. Er trat jedoch am 23. September von diesem Amt aufgrund von persönlichen Gründen zurück. Quddus Fielea, der zuvor als Co-Trainer eingeplant war und die Nationalmannschaft Tongas trainiert, übernahm die Rolle.
Das erste Spiel gegen England ging mit 13:39 verloren. Auch gegen Frankreich verließ das Team nach einer 17:42-Niederlage als Verlierer den Platz. Im abschließenden Spiel der Tour konnten die Islanders durch ein 25:17 gegen Italien erstmals ein Spiel gegen eine Nationalmannschaft gewinnen.